# Geversit
Geversit ist ein selten vorkommendes Mineral aus der Mineralklasse der „Sulfide und Sulfosalze“ mit der idealisierten chemischen Zusammensetzung PtSb2 und damit chemisch gesehen ein Platinantimonid. Als enge Verwandte der Sulfide werden die Antimonide in dieselbe Klasse eingeordnet.
Geversit kristallisiert im kubischen Kristallsystem, konnte jedoch bisher nur in Form von winzigen Körnern und Verwachsungen in Platinerzen von stahlgrauer bis hellgrauer Farbe entdeckt werden. Die Oberflächen des in jeder Form undurchsichtigen (opaken) Minerals weisen einen metallischen Glanz auf.

## Etymologie und Geschichte
Entdeckt wurde das Mineral erstmals in der Platinmine Driekop im Distrikt Sekhukhuneland etwa 25 km nordöstlich von Burgersfort im Bushveld-Komplex in Südafrika. Die Erstbeschreibung erfolgte 1961 durch Eugen Friedrich Stumpfl (1931–2004), der das Mineral auch entdeckt hatte und es nach dem südafrikanischen Geologen Traugott Wilhelm Gevers benannte.
Das Typmaterial des Minerals (Cotyp, CT) wird in der Mines ParisTech (auch École nationale supérieure des mines; englisch: National School of Mines) in Paris, Frankreich aufbewahrt.

## Klassifikation
Bereits in der veralteten 8. Auflage der Mineralsystematik nach Strunz gehörte der Geversit zur Mineralklasse der „Sulfide und Sulfosalze“ und dort zur Abteilung der „Sulfide mit M : S < 1 : 1“, wo er zusammen mit Aurostibit, Cattierit, Hauerit, Laurit, Michenerit, Penroseit, Pyrit, Sperrylith, Trogtalit, Vaesit und Villamanínit die „Pyrit-Reihe“ mit der System-Nr. II/C.05 bildete.
Im Lapis-Mineralienverzeichnis nach Stefan Weiß, das sich aus Rücksicht auf private Sammler und institutionelle Sammlungen noch nach dieser alten Form der Systematik von Karl Hugo Strunz richtet, erhielt das Mineral die System- und Mineral-Nr. II/D.17-50. In der „Lapis-Systematik“ entspricht dies ebenfalls der Abteilung „Sulfide mit Metall : S,Se,Te < 1 : 1“, wo Geversit zusammen mit Aurostibit, Cattierit, Changchengit, Dzharkenit, Erlichmanit, Fukuchilit, Hauerit, Insizwait, Kruťait, Laurit, Maslovit, Mayingit, Michenerit, Padmait, Penroseit, Pyrit, Sperrylith, Trogtalit, Testibiopalladit, Vaesit und Villamanínit die „Pyrit-Gruppe“ bildet (Stand 2018).
Die seit 2001 gültige und von der International Mineralogical Association (IMA) bis 2009 aktualisierte 9. Auflage der Strunz’schen Mineralsystematik ordnet den Geversit in die allgemeinere Abteilung der „Metallsulfide mit M : S ≤ 1 : 2“ ein. Diese ist allerdings weiter unterteilt nach dem genauen Stoffmengenverhältnis und den in der Verbindung vorherrschenden Metallen, so dass das Mineral entsprechend seiner Zusammensetzung in der Unterabteilung „M : S = 1 : 2, mit Fe, Co, Ni, PGE usw.“ zu finden ist, wo es zusammen mit Aurostibit, Cattierit, Dzharkenit, Erlichmanit, Fukuchilit, Gaotaiit, Hauerit, Insizwait, Iridisit, Kruťait, Laurit, Penroseit, Pyrit, Sperrylith, Trogtalit, Vaesit und Villamanínit die „Pyritgruppe“ mit der System-Nr. 2.EB.05a bildet.
Auch die vorwiegend im englischen Sprachraum gebräuchliche Systematik der Minerale nach Dana ordnet den Geversit in die Klasse der „Sulfide und Sulfosalze“ und dort in die Abteilung der „Sulfidminerale“ ein. Hier ist er ebenfalls in der „Pyritgruppe (Isometrisch: Pa3)“ mit der System-Nr. 02.12.01 innerhalb der Unterabteilung „Sulfide – einschließlich Seleniden und Telluriden – mit der Zusammensetzung AmBnXp, mit (m+n) : p = 1 : 2“ zu finden.

## Chemismus
Der idealisierten (theoretischen) Zusammensetzung von Geversit (PtSb2) zufolge besteht das Mineral aus 44,48 % Platin und 55,52 % Antimon. Dieser idealen Zusammensetzung kamen die Proben aus der Typlokalität Driekop in der Provinz Limpopo mit 45,0 % Platin und 51,5 % Antimon sehr nah.
Bei Mineralproben aus der Platinmetall-Grube Onverwacht bei Mashishing (ehemals Lydenburg) in der Provinz Mpumalanga konnte allerdings ein deutlicher Gehalt an Bismut von 12,8 % nachgewiesen werden, der einen Teil des Antimons ersetzt (Substitution, Diadochie). Zudem wurde ein geringer Anteil an Arsen von 0,7 % festgestellt.
Ein Mineral, das als Bismutanalogon zu Geversit mit der Idealformel PtBi2 angesehen werden kann, ist seit 1972 unter dem Namen Insizwait bekannt.

## Kristallstruktur
Geversit kristallisiert kubisch in der Pyritstruktur in der Raumgruppe Pa3 (Raumgruppen-Nr. 205) mit dem Gitterparameter a = 6,43 Å° sowie vier Formeleinheiten pro Elementarzelle.

## Eigenschaften

### Physikalische Eigenschaften
Aufgrund der geringen Größe der bisherigen Geversitfunde im mikroskopischen Bereich konnten bisher weder die Spaltbarkeit noch das Bruchverhalten des Minerals ermittelt werden.
Mit einer Mohshärte von 4,5 bis 5, was einer Vickershärte (VH, englisch VHN) von 726 bis 766 kg/mm2 bei einer Prüfkraft von 50 Gramm entspricht, gehört Geversit zu den mittelharten Mineralen und kann ähnlich wie das Referenzmineral Apatit (Härte 5) mit einem Taschenmesser geritzt werden.
Die aus den Kristalldaten errechnete Dichte beträgt 10,97 g/cm3.

### Optische Eigenschaften
Die Oberflächenfarbe von Geversit ist üblicherweise stahlgrau. Auf polierten Flächen erscheint er dagegen eher hellgrau oder weiß mit einem starken Metallglanz.

## Bildung und Fundorte
Geversit bildet sich in Platinmineralkonzentraten, die aus Pt-Fe-Ni-Cu-Lagerstätten in ultramafischen Gesteinen stammen. An seiner Typlokalität, der Platinmine Driekop in Südafrika, trat Geversit in Paragenese mit gediegen Platin und Gold, den Kupfer- und Eisenmineralen Chalkopyrit und Pyrrhotin sowie den weiteren Platinmetall-Mineralen Hollingworthit, Sperrylith und Stibiopalladinit auf. 
In den Mineralproben aus dem Vozhmin-Massiv (auch Vozhma-Massiv; russisch: Вожминского массива) mit serpentinisiertem Wehrlit und Olivinit in der zu Finnland gehörenden Landschaft Nordkarelien an der Grenze zu Russland traten als weitere Paragenesen noch Heazlewoodit, gediegen Kupfer, Magnetit, Tučekit und als Typmineral Vozhminit hinzu.
Als seltene Mineralbildung konnte Geversit nur an wenigen Orten weltweit nachgewiesen werden, wobei bisher rund 40 Fundorte dokumentiert sind. Neben den bereits genannten fand sich das Mineral in Südafrika noch in der Sandsloot Mine und der Turfspruit Farm bei Mokopane in Limpopo, bei Mashishing (ehemals Lydenburg) und bei Klerksdorp in der Provinz Nordwest.
In Finnland konnte Geversit noch an einigen Stellen in Lappland wie unter anderem der Platinmetall-Lagerstätte Keivitsansarvi bei Sodankylä sowie in Russland unter anderem im Burakovskii Schicht-Komplex am Onegasee in der Republik Karelien, bei Jekaterinburg (ehemals Swerdlowsk), in den zu Sibirien gehörenden Regionen Irkutsk und Krasnojarsk, im Sajangebirge in Südrussland sowie in den Republiken Burjatien und Sacha (auch Jakutien) im Fernen Osten gefunden werden.
In Österreich trat Geversit bisher nur am Mitterberg nahe Sankt Stefan ob Leoben in der Steiermark auf. Ein weiterer möglicher Fundort bei Wolfsbach (Gemeinde Drosendorf-Zissersdorf) in Niederösterreich wurde noch nicht bestätigt.
Weitere Fundorte liegen unter anderem in Ägypten, Australien, Brasilien, China, Indien, Kanada, Myanmar, Norwegen, Polen, Tansania, im Vereinigten Königreich (Schottland) und den Vereinigten Staaten von Amerika (Alaska).